# تاداو ماتسوي
تاداو ماتسوي (باليابانية: 松井忠夫) هو لاعب رماية ياباني، ولد في 1 مارس 1927 في كاناغاوا في اليابان.

## وصلات خارجية
- تاداو ماتسوي على موقع أوليمبيديا (الإنجليزية)